# Filip Horký
Filip Horký (* 26. listopadu 1991 Praha) je bývalý český novinář a moderátor. Z České televize přešel do DVTV a následně do Seznam Zpráv, v letech 2018 až 2019 byl vedoucím zpravodajství Televize Seznam. Ke konci roku 2024 pracuje v investiční skupině Axelor Equity.

## Život
Pochází z rodiny lékaře, matka se věnuje rétorice a neverbální komunikaci. Vystudoval nejprve česko-italské gymnázium v Praze, poté se hlásil na žurnalistiku na Univerzitě Karlově, ale neuspěl. Na podzim roku 2015 začal studovat bakalářský obor Mezinárodní vztahy a evropská studia na Metropolitní univerzitě Praha, kde v roce 2018 získal bakalářský titul.
Od 16 let, mezi roky 2008 a 2013, psal články o fotbale pro server Eurofotbal, zejména z české ligy a Bundesligy. Od ledna 2010 do října 2015 pracoval v České televizi, kam se dostal podle vlastního vyjádření přes kontakt na Kateřinu Nekolnou z Branek, bodů, vteřin a díky náboru nových lidí pro Zimní olympijské hry 2010 ve Vancouveru. Do února 2013 zde pracoval jako sportovní reportér, poté jako redaktor zpravodajství ČT24. Působil jako parlamentní zpravodaj, později přešel do ranního Studia 6. Populárním se stal díky rychlému zpravodajství o událostech ukrajinského Majdanu.
Po odchodu Horkého z České televize oznámila 21. října 2015 internetová televize DVTV jeho příchod na pozici pracovně nazvanou „létající reportér“. Rozšířil tak tým založený na dvojici někdejších osobností České televize Daniely Drtinové a Martina Veselovského. Oproti dosavadním diskusním formátům DVTV se měl zaměřit více na zpravodajský obsah. Od února 2017 také moderoval živé vysílání DVTV Forum.
V září 2017 Filip Horký ohlásil svůj odchod z DVTV ke společnosti Seznam.cz a jejím Seznam Zprávám. Tam připravoval publicistický pořad Obzor Filipa Horkého. Zhruba po roce působení obsadil pozici vedoucího televizního zpravodajství Televize Seznam. V říjnu 2019 oznámil odchod z tohoto média. Již v září téhož roku server Info.cz spekuloval o jeho přechodu do vznikající CNN Prima News, což však sám Horký rozporoval. Před koncem listopadu téhož roku byl oznámen jeho prosincový nástup do české firmy Livesport k projektu agregátoru zpravodajství FlashNews.
Je velmi aktivní na sociálních sítích, koncem srpna 2015 jeho účet na Twitteru sledovalo přes 16 tisíc lidí, koncem ledna 2016 už to bylo necelých 30 tisíc, v červenci 2017 kolem 62 tisíc lidí. V únoru březnu roku 2023 pak počet jeho sledujících přesáhl 150 tisíc lidí. V květnu 2016 také získal spolu s blogerkou Do Thu Trang ocenění Novinářská křepelka 2015 pro novináře do 33 let „za poctivou novinařinu, entuziasmus a inovativní přístup“.
V roce 2017 se objevil ve výběru osobností „30 pod 30“ magazínu Forbes.